# Гейл (марсіанський кратер)

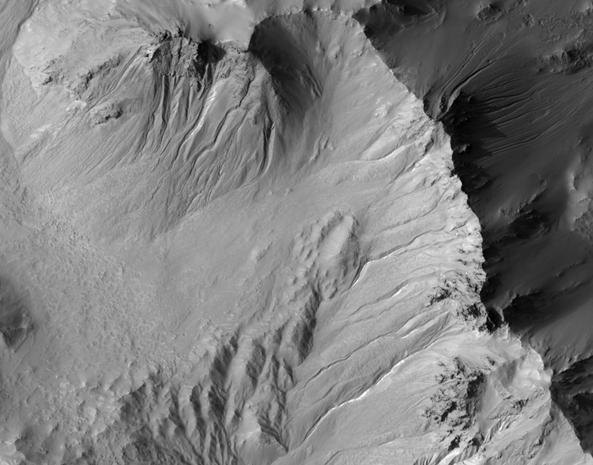
Яри на стіні кратера Гейл. Знімок HiRISE.

Гейл — це метеоритний кратер розміром 150 на 125 км, розташований за координатами 35,7° пд. ш., 323,4° сх. д. на планеті Марс, трішки північніше від басейну Argyre. Цей кратер розташований у квадранглі Argyre. Він утворився внаслідок падіння астероїда розміром, приблизно, у 35 км, який упав на планету від 3.5 до 3.8 мільярда років тому, при чому опускався він під непрямим (похилим) кутом відносно поверхні. Кільцевий вал та викиди кратера за цей час зазнали значної ерозії, але все ще містять ознаки дрібніших зіткнень, проте менші кратери, що утворилися в їх результаті, приховані під пізнішими відкладеннями породи. На південному валі кратера Гейл частини стінки кратера змістилися вниз по схилу, в напрямку центру кратера. Поверхня містить мережу флювіальних каналів, які могли утворитися під дією проточної води.
Кратер був названий на честь астронома Джорджа Еллері Гейла.
Дослідження, опис яких був опублікований в журналі Icarus, виявили заглибини у кратері Гейл, які були утворені внаслідок падіння гарячих викидів на поверхню із вмістом льоду. Після удару гарячі викиди шаром вкрили поверхню, а западини утворилися внаслідок випаровування льоду, при чому пара пробила собі шлях крізь цей шар приблизно одночасними вибухоподібними гейзерами, після чого залишилися безформні заглибини.
Кільцевий вал кратера Гейл має велику кількість ярів. На відміну від деяких інших ярів, які можна побачити на поверхні Марса, ці яри містять породи світлого кольору. Яри утворюються на стрімких схилах, особливо на стінках кратерів. Вони вважаються порівняно молодими утвореннями, оскільки в них дуже рідко можна натрапити на дрібніші кратери, а в деяких ярах їх взагалі немає. Крім того, яри утворюються на вершинах піщаних дюн, які є молодими самі по собі. Зазвичай, кожен яр має альков, канал та конус виносу. І хоча вже було висловлено багато думок, аби пояснити їх утворення, найпопулярніші з них пов'язують формування ярів із присутністю рідкої води, що походить або з водоносного горизонту, або залишків старих льодовиків.
Існують докази на користь обидвох теорій. Більшість альковів ярів перебувають приблизно на однаковому рівні, саме так, як цього можна було б очікувати від водоносного горизонту. Різноманітні дослідження та підрахунки свідчать про те, що вода в рідкому стані цілком могла б існувати у водоносних горизонтах саме на тих глибинах, на яких зазвичай починаються яри. За однією з варіацій цієї моделі, підняття з глибин планети гарячої магми могло розтопити лід, що міститься під поверхнею, що й могло спричинити рух води у водоносних горизонтах. Такі горизонти є шарами породи, у яких вода може рухатись, текти. Вони можуть бути утворені із пористого пісковика. Водоносний шар розміщується зверху на іншому шарі породи, крізь який вода не може просочитися вниз, тобто на шарі породи, що є водонепроникним. Тож єдиний напрямок, в якому може рухатись вода — це горизонтальний напрямок. Таким чином, якщо вода натрапляє на якийсь розлом чи западину (як у випадку з кратерами), вона виходить на поверхню. Водоносні горизонти досить поширені на Землі. Чудовим прикладом одного з них є «Скеля, що плаче» у національному парку Зайон, що у штаті Юта.
З іншого боку, існують докази того, що можлива й альтернативна теорія появи ярів, оскільки поверхня Марса покрита товстим шаром гладкої мантії, яка, вважається, є сумішшю льоду та пилу. Такий багатий на лід покрив, товщиною у декілька метрів, згладжує загальний рельєф, проте у деяких місцях має вибоїсту текстуру, нагадуючи поверхню м'яча для баскетболу. За певних умов лід міг би розтанути та стікати потоками по схилах, тим самим формуючи яри. Але оскільки на цій мантії є дуже мало кратерів, вона є порівняно молодою.
Зміни в орбіті Марса та її нахил спричинюють значні зміни у розповсюдженні водяного льоду із полярних регіонів у нижчі широти. Протягом певних кліматичних періодів вода у формі пари виходить із полярного льоду та проникає в атмосферу. Потім вода повертається в ґрунт, але вже у нижчих широтах, відкладаючись у вигляді льоду чи снігу, щедро розбавленого пилюкою. Атмосфера Марса містить чимало дрібнозернистих частинок пилу. Водні випари конденсуються на частинках, а тоді важкі частинки із водою падуть та скупчуються на поверхні. Коли лід із поверхні просочується в атмосферу, по собі він залишає пил, який становить захисний покрив для решти льоду.